# Zgornji Lehen na Pohorju
Zgornji Lehen na Pohorju je naselje v Občini Ribnica na Pohorju. Ustanovljeno je bilo leta 1994 iz dela ozemlja naselja Lehen na Pohorju. Leta 2015 je imelo 113 prebivalcev.